# J. Ring-Andersen Træskibsværft
J. Ring-Andersen Træskibsværft är ett danskt skeppsvarv i Svendborg, grundlagt 1867 af Jørgen Ring-Andersen (1842-1901).
Efter Jørgen Ring-Andersens död 1901 övertogs varvet av den 22-årige sonen Johannes Ring-Andersen, som drev det till död 1964. Dennes son, Jørgen Ring-Andersen (1914-2003), övertog varvet och ledde till 1987, då han överlät det till son, Peter Ring-Andersen (född 1947). 
Varvet byggde fram till 1975 uppemot 200 träfartyg. Det första var skonertbriggen Kodan och det sista fiskekuttern Inge-Lise. Det är idag ett reparationsvarv.

## Byggda fartyg i urval
- M/S Atene, 1909
- Lilla Dan, 1951